# Кошевой, Фёдор Алексеевич
Фёдор Алексе́евич Кошево́й (1921—2005) — советский лётчик бомбардировочной и штурмовой авиации Военно-морского флота в Великой Отечественной войне, Герой Советского Союза (6.03.1945). Полковник (2.11.1967).

## Биография
Родился 21 марта 1921 года в станице Кущёвская (ныне — Кущёвский район Краснодарского края). После окончания семи классов школы в родной станице работал столяром и слесарем на фабрике имени С. Халтурина в Ростове-на-Дону. Там же окончил аэроклуб.
В октябре 1939 года призван на службу в Рабоче-крестьянскую Красную Армию. Почти 2 года учился в Военно-морском авиационном училище имени И. В. Сталина (Ейск), но в июне 1941 года был отчислен по состоянию здоровья.
Участник Великой Отечественной войны с июня 1941 года. Служил авиамотористом в 40-м бомбардировочном авиационном полку ВВС Черноморского флота, участвовал в обороне Одессы и в обороне Севастополя. В сентябре 1942 года был направлен курсантом в 1-ю школу пилотов первоначального обучения (Куйбышев), по окончании которой в мае 1943 года направлен на переобучение в 3-й запасной авиационный полк Военно-морского флота. В августе 1943 года младший лейтенант Кошевой назначен лётчиком в 37-й штурмовой авиационный полк ВВС Тихоокеанского флота.
Вернулся на фронт после нескольких рапортов в марте 1944 года. Воевал в рядах 35-го штурмового авиаполка ВВС Балтийского флота лётчиком, в ноябре 1944 года повышен до командира звена. Участвовал в Выборгско-Петрозаводской, Прибалтийской, Восточно-Прусской, Восточно-Померанской и Берлинской наступательных операциях.
К декабрю 1944 года командир звена 35-го штурмового авиаполка 9-й штурмовой авиационной дивизии ВВС Балтийского флота лейтенант Фёдор Кошевой совершил 106 боевых вылетов на штурмовку скоплений боевой техники и живой силы противника, его укреплений и судов, нанеся ему большие потери. Лично потопил 2 сторожевых корабля, 6 сторожевых катеров, сухогрузную баржу, мотошхуну, морской катер, в составе группы участвовал в потоплении 34 кораблей и в повреждении 26 кораблей. Сбил 1 самолёт в воздушных боях. В действиях на сухопутном фронте взорвал 4 склада с боеприпасами, уничтожил 8 дзотов и до 130 солдат и офицеров противника.
Указом Президиума Верховного Совета СССР от 6 марта 1945 года за «образцовое выполнение боевых заданий командования на фронте борьбы с немецко-фашистскими захватчиками и проявленные при этом отвагу и геройство» лейтенанту Фёдору Алексеевичу Кошевому присвоено звание Героя Советского Союза с вручением ордена Ленина и медали «Золотая Звезда» за номером 5088.
К Победе выполнил 139 боевых вылетов.
После окончания войны продолжал службу в ВМФ СССР в том же полку до сентября 1947 года, когда был уволен в запас. В октябре 1951 года повторно призван на службу, служил в ВВС Балтийского флота (до 1956 4-й ВМФ): лётчик 81-й отдельной транспортной авиаэскадрильи, с августа 1954 — командир корабля 128-й минно-торпедной авиадивизии, с марта 1956 — командир корабля 263-го отдельного транспортного авиаполка, с марта 1957 — командир 483-го отдельного авиационного звена, с июля 1957 —— командир 20-го отдельного смешанного авиаотряда Ленинградского военно-морского района. В сентября 1962 года был переведён в ВВС Северного флота, где в октябре получил назначение на должность заместителя командира эскадрильи 912-го отдельного транспортного авиаполка. С мая 1967 года служил старшим помощником начальника авиационного отдела – руководителем полётов полигона Новая Земля. В июне 1970 года полковник Ф. А. Кошевой уволен в запас.
Проживал в Ленинграде (с 1990 Санкт-Петербург), работал сначала начальником аэровокзала, затем в системе гражданской обороны. Скончался 10 мая 2005 года. Похоронен на Волковском кладбище Санкт-Петербурга.

## Награды
- Герой Советского Союза (6.03.1945)
- Орден Ленина (6.03.1945)
- Три ордена Красного Знамени (22.06.1944, 20.07.1944, 19.08.1944)
- Орден Отечественной войны I степени (11.03.1985)
- Медаль «За боевые заслуги» (30.04.1954)
- Медаль «За взятие Кёнигсберга» (1946)
- Ряд других медалей СССР и РФ[3]

## Память
- В станице Кущевской именем Ф. А. Кошевого названа улица.
- Средней общеобразовательной школе № 7 поселка Первомайского в 2015 году присвоено имя Героя Советского Союза Кошевого Ф. А., на здании школы установлена мемориальная доска.
- На здании средней общеобразовательной школы № 4 имени В. В. Самсонкиной станицы Кущёвская, в которой в 30-х годах учился Ф. А. Кошевой, открыта мемориальная доска в память о нём (2019).